# Lijst van voetbalinterlands Amerikaans-Samoa - Vanuatu (vrouwen)
Deze lijst van voetbalinterlands is een overzicht van alle officiële voetbalinterlands tussen de nationale vrouwenteams van Amerikaans-Samoa en Vanuatu. De landen hebben tot nu toe één keer tegen elkaar gespeeld.

## Wedstrijden
| № | Plaats  | Datum            | Competitie                                | Wedstrijd                  | Uitslag |
| - | ------- | ---------------- | ----------------------------------------- | -------------------------- | ------- |
| 1 | Lautoka | 27 augustus 2018 | Oceanisch kampioenschap 2018 kwalificatie | Vanuatu − Amerikaans-Samoa | 1 − 0   |

## Samenvatting
| Competitie                           | Totaal gespeeld | Winst Amerikaans-Samoa | Gelijk | Winst Vanuatu | Doelsaldo Amerikaans-Samoa – Vanuatu |
| ------------------------------------ | --------------- | ---------------------- | ------ | ------------- | ------------------------------------ |
| Oceanisch kampioenschap kwalificatie | 1               | 0                      | 0      | 1             | 0 − 1                                |
| Totaal                               | 1               | 0                      | 0      | 1             | 0 − 1                                |